# Система обозначения ракет и беспилотных летательных аппаратов США
Система обозначения ракет и беспилотных летательных аппаратов США (англ. 1962 United States Tri-Service missile and drone designation system) — система деления (классификации) ракет и  беспилотных летательных аппаратов в зависимости от типа, назначения и прочих свойств, принятая в США.

## История возникновения
Одновременно с разработкой и введением в действие Системы обозначения воздушных судов США в 1962 году была также разработана и введена в действие Система обозначения ракет и беспилотных летательных аппаратов США. Система построена по аналогичному принципу и именуется также как  MDS (Model-Design-Series (Тип-цель-серия)). Данная система введена в действие с 18 сентября 1962 года и существует по настоящее время.
Принята во всех видах Вооруженных сил США. Согласно данной системе в употребление введена единая буквенно-цифровая система обозначений. Основным элементом в обозначении является начальная группа букв, определяющая класс (назначение) ракеты (аппарата). Для модификаций (с изменённым назначением) перед буквой класса исходного варианта ставятся буквы, обозначающие новый класс.

## Обозначение
Ракеты и беспилотные летательные аппараты (БПЛА) обозначаются последовательностью набора букв, указывающей:
- среда базирования (запуска) ракеты: морская, воздушная, наземная;
- основной назначение ракеты;
- тип ракеты.

## Расшифровка обозначений
| Буква | Среда                               | Подробное описание                                                                    |
| ----- | ----------------------------------- | ------------------------------------------------------------------------------------- |
| A     | Воздушная                           | Воздушного базирования                                                                |
| B     | Независимая                         | Может использоваться более чем в одной среде                                          |
| C     | Контейнерная                        | Хранится в горизонтальном положении или с углом менее 45 градусов в защитной оболочке |
| F     | Переносная                          | Возможность переноски и запуска силами одного человека                                |
| L     | Наземная (шахтная)                  | Запуск возможен со стационарной пусковой установки или из защищённой шахты            |
| M     | Передвижная                         | Запуск возможен с наземной пусковой установки или с подвижной платформы               |
| P     | Быстро возводимая пусковая площадка | Запуск возможен в короткие сроки со временно оборудованной пусковой площадки          |
| R     | Корабельная                         | Запуск возможен с борта судна                                                         |
| U     | Подводная                           | Запуск возможен с подводной лодки или другого подводного устройства                   |

| Буква | Назначение                       | Подробное описание |
| ----- | -------------------------------- | --- |
| D     | Имитатор цели                    | Средства, разработанные или модифицированные для введения противника в заблуждение («ложная цель»)                                                          |
| E     | Специальные электронные          | Средства оборудованные электронными приборами для организации связи, подавления помех, постановки помех, ложного излучения и прочими электронными приборами |
| G     | Ударные по наземным целей        | Средства, предназначенные для уничтожения наземных или морских целей                                                                                        |
| I     | Воздушного перехвата             | Средства, предназначенные для перехвата воздушных целей в системе ПВО                                                                                       |
| Q     | Беспилотные летательные аппараты | Средства для разведки целей и наблюдения |
| S     | Космические                      | Средства уничтожения космических тел |
| T     | Учебные                          | Средства обучения и тренировок |
| U     | Подводные                        | Средства уничтожения подводных лодок и других подводных целей                                                                                               |
| W     | Метеорологические                | Средства наблюдения, записи или передачи метеорологических условий                                                                                          |

| Буква | Назначение           | Подробное описание                                         |
| ----- | -------------------- | ---------------------------------------------------------- |
| M     | Управляемые ракеты   | Аппараты с дистанционной или автономной системой наведения |
| R     | Неуправляемые ракеты | Аппараты с неуправляемой траекторией полёта                |
| N     | Зонд                 | Аппараты мониторинга и передачи информации                 |

## Префиксы в обозначении
При наличии в обозначении префиксов они означают:
- «Х» — стоящая перед первой буквой указывает на экспериментальное оружие;
- «У» — стоящая перед первой буквой означает прототип.

## Примеры обозначений
- AQM-34 -  американский реактивный разведывательный БПЛА.

- A - выполняет задачи в воздухе
- Q - беспилотный летательный аппарат;
- M - имеет управляемую траекторию с помощью системы наведения
- 34 -  34-я разработка модели ракеты;

- RGM-84 «Гарпун» means:

- R -  запуск производится с корабля;
- G -  нанесения удара по морской цели;
- M -  имеет управляемую траекторию с помощью системы наведения
- 84 -  84-я разработка модели ракеты;
- D -  четвертная модификация.